# Câu lạc bộ ảnh Ba Lan

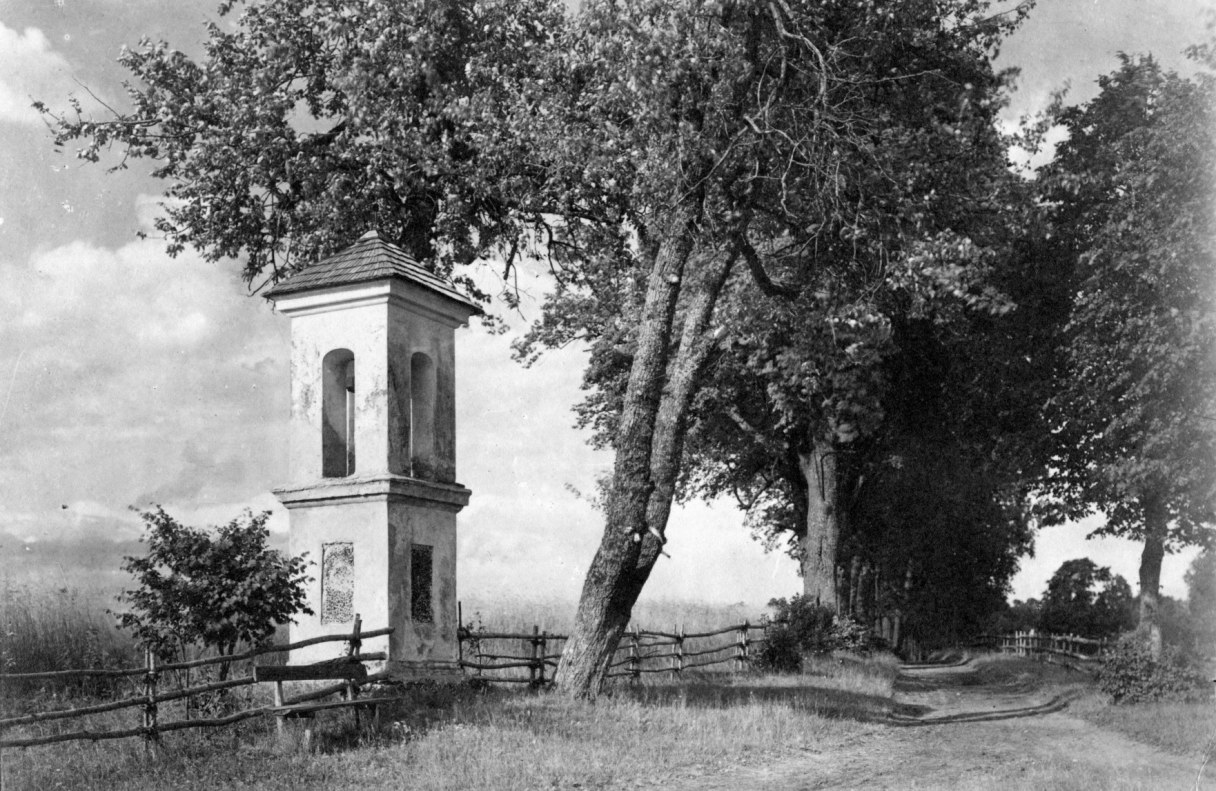
Bức ảnh của J. Bułhak, 1929

Câu lạc bộ ảnh Ba Lan là hiệp hội nhiếp ảnh quốc gia đầu tiên, tồn tại từ năm  1929 đến 1939. Đây là hiệp hội tập hợp những nhiếp ảnh gia ưu tú từ khắp Ba Lan.

## Lịch sử
Câu lạc bộ ảnh Ba Lan được thành lập vào năm 1929 tại Poznań và được chấp thuận vào năm 1930 tại Vilnius trong Đại hội lần thứ 4 Hiệp hội các Hội nhiếp ảnh Ba Lan. Câu lạc bộ được thành lập với tiền thân là Câu lạc bộ ảnh Vilnius thành lập trước đó (năm 1928).

## Hoạt động
Thành viên của Câu lạc bộ Ảnh Ba Lan được lựa chọn, gồm các thành viên: Jan Bułhak, Marian Dederko, Józef Kuczyński, Witold Romer và Tadeusz Wański. Mục đích  hoạt động Câu lạc bộ Ảnh Ba Lan là giới thiệu nhiếp ảnh như một lĩnh vực nghệ thuật độc lập . Chủ tịch đầu tiên của Câu lạc bộ Ảnh là Jan Bułhak . Vào mùa thu năm 1939, các hoạt động của Câu lạc bộ cũng như các tổ chức khác ở Ba Lan đều bị bị đình chỉ. Thời kỳ chiến tranh, kho lưu trữ, tài liệu và hầu hết các tác phẩm của thành viên Câu lạc bộ Ảnh Ba Lan đã bị thất lạc, không thể khôi phục được.
Hiện nay, truyền thống của Câu lạc bộ Ảnh Ba Lan được kế thừa bởi Hiệp hội các nhiếp ảnh gia nghệ thuật Ba Lan và Câu lạc bộ Ảnh Cộng hòa Ba Lan. Tháng 3 năm 2007, một triển lãm  của Hiệp hội Nhiếp ảnh Nghệ thuật Ba Lan được tổ chức tại Stara Galeria, trong đó các nội dung liên quan đến nguồn tư liệu nhiếp ảnh nghệ thuật của Câu lạc bộ Ảnh Ba Lan .